# Микроциркулација
Микроциркулација (  и лат. circulatio - кружно кретање) је проток крви кроз најмање крвне судове, артиоле, венуле, шантове и капилара у циркулаторном систему, кретање интерстицијалне течности и супстанци у међућелијском простору и транспорт лимфе кроз лимфне микросистеме. Микроциркулација постоји у свим ткивима и органима, осим у рожњачи.
Термин су осмислили научници САД 1954. са циљем да у он у себи интегрише јединствени методолошки приступ механизмима који се односе пре свега на капиларни проток крви, што је касније довело до појма »микроциркулација« као комплексног система који у себи интегрише активности три подсистема: хемомикроциркулацију (микроциркулацију крви), лимфну циркулацију и међупросторну циркулацију (интерстицијалну циркулацију).
„Главни задатак крвног система у телу је да одржавањем динамичке равнотеже протока и других параметара кретања течности и материја у ткивима - обезбеди хомеостазу унутрашње средине. Систем микроциркулације омогућава транспорт крви и лимфе кроз најмање крвне и лимфне судове, транспорт гасова, воде, микро и макромолекула кроз биолошку баријеру (зидове капилара) и кретање материја у екстраваскуларном простору.“

## Значај
Микроциркулација је општи појам који у себи комбинује многе функционалне механизме протока крви и лимфе у малим крвним и лимфним судовима који у организму и његовим ткивима обезбеђују;
- Нутритивни проток, или транспорт крви и супстанци растворених у њој као што су кисеоник и бројне нутритивне (хранљиве) материје, вода, електролити итд. до ткива.
- Размену материја, између крвних судова и ткивне течности и уклањање продуката метаболизма ћелија.
- Кретање материја у ектраваскуларном простору. Због чињенице да зид крвног капилара није потпуно непропустан за протеине, један број њихових молекула стално истиче у интерстицијални простор ткива. Акумулација протеина и течности у ткивима повећава осмотски притисак и доводи до дебаланса снага у контроли размене флуида кроз капиларну мембрану. Као резултат тога, расте концентрација протеина у интерстицијуму ткива што ствара повећани градијент концентрација протеина и „гура“ их у лимфне капиларе.
- Регулацију крвног притиска
- Терморегулацију, разменом топлоте тела са спољашњом средином, микроциркулацијом у кожи.
- Брзину и количину формирања лимфе, одређену процесима микроциркулације која игра значајну улогу у односима између системске и лимфне циркулације.[а]

## Физиологија
Централни (главни) део микроциркулационог сисема састоји се од крвних и лимфних капилара, који настају гранањем малих артерија, вена и лимфних судова. Главна функција крвних судова је да се обезбеди адекватно снабдевање крвљу у одређеним областима ткива, које под нормалним условима, треба да буде у складу са свим метаболичким потребама.
Капилари су најтањи крвни судови пречника 5-7 микрона, дужине 0,5-1,1 мм. Они се налазе у међућелијским просторима, и уско су у додиру са ћелијама органа и ткива. Укупна дужина свих капилара у људском телу износи око 100.000 км.  Капиларни зидови су формирани од само једног слоја ендотелних ћелија, око којих је танак слој везивног ткива базалне мембране чији је физиолошки значај да се кроз њихов обавља метаболизам између крви и ткива.
 Брзина протока крви кроз микроциркулацију је мала и креће се од 0,5 - 1 мм/сец. тако да је, свака честица у капиларној крви око 1 секунде. Мала дебљина крвног суда (7-8 микрона) и близак контакт са ћелијама органа и ткива, као и сталне промене крви у капиларима микроциркулационог система стварају услове за непрекидну размена материја између крви и ткивне (интерстицијалне) течности.
 
У ткивима, са интензивним метаболизмом, број капилара на 1 mm² пресека ткива много је већи него у ткивима у којима метаболизам мање интензиван. У срцу, 1 mm² пресека ткива има два пута више капилара у односу на скелетне мишиће. У сивој маси у мозга, где највећи део нервних ћелијских елемента, капиларна мреже је много гушћа него у белој маси.
У ткивима постоје две врсте функционисање капилара. Неки од капилара формирају најкраћи пут између артериола и венула (они се означавају као главни (магистрални) капилари). Други су бочне гране из прве групе капилара: они се крећу од завршетка главног магистралног капиларе и настављају у своје венске крајеве. Ове бочне гране обликују микроциркулациону капиларну мрежу. Запреминска и линеарна брзина протока крви у микроциркулацији углавном зависи од бочних грана. Магистрални капиларе играју важну улогу у дистрибуцији крви и лимфе у капиларној мреже, и другим појавама у микроциркулацији.
Ниво капиларне циркулације одређује отпор у мициркулационим судовима - који у артериолама и прекапиларима регулишу глатке мишићне ћелије. Укупан проток крви кроз капиларе је одређују метартериоле, контракције глатких мишићних ћелија артериола и степен редукције прекапилариног сфинктера (глатких мишићних ћелија које се налазе на ушћу капилара у метартериоле) који одређује колико крв пролази кроз капиларе.
Свака промена лумен крвних судова мења и волумен крви који улази у капиларну мрежу. Из капилара крв се сакупља у капацитивним судовима - посткапиларима и венулама, који су такође укључени у процесе транспорта материја. Разни облици ванкапиллиарног протока крви (анастомозе, шантови) су укључени у пуњења капилара крвљу. Транспорт материја кроз ендотелни зид крвних и лимфних судова и капилара (васкуларна пропустљивост) врши се преко међућелијских простора, отвора, дијафрагме - „прозора“, а затим, кроз везикуле плазмоламинарног систем или инвагинација. Главна покретачка снага, кретања крви кроз ткива како би се обезбедила продукција интерстицијалне течности и лимфе је пропулзивна активност срца.

## Патофизиологија
Мицкроциркулаторини поремећаји су од великог значаја за хуману медицину, јер се многобројна дешавања у свим физиолошким или патолошким процесима одвијају уз обавезно учешћа микроциркулације. Након бројних истраживања закључено је да локални или генерализовани поремећаји у микроциркулацији претходе или настају практично у свим болестима, и један су од примарних чинилаца повећаног морбидитета и лоше прогнозе. Са развојем патолошких стања знаци и симптоми микроваскуларних поремећаји се често комбинују у разним облицима и различитом интензитету, тако да у зависности од врсте функционалних поремећаја у микроциркулацији настају и многоброји, различити синдроми:
- Тако је, код шок[потребна одредница]а разних етиологија, водећи патогенетски механизам постаје феномен хипоперфузије ткива, односно недостатка капиларне циркулације и појава агрегација еритроцита - формирање конгломерата различитих величина и густина.[9]
- Промене пропустљивости зидова микроциркулационих крвних судова за течности и протеина, као и леукоцитина инфилтрација у насталом акутном запаљењу је резултат специфичних одговора на поремећај микроциркулације и комплексно стање посредника: хистамина, серотонина, система комплемента, деривата арахидонске киселине, реактивне врсте кисеоника и других.
- Упорно смањење отпора у микроциркулационим крвним судовима - артериолама, као и структурне трансформације њихових зидова служе као ефекторни механизам за развој хипертензивног синдрома.
- Промене у протоку крви из артерија у капиларе може изазвати такве поремећаје микроциркулацији, у чијој основи су артеријска хиперемија (која се јавља током ширење микроваскуларних крвних судова) или исхемија. Градијент притиска и брзине протока крви у капиларима у овом стању је повећана. Концентрација црвених крвних зрнаца (хематокрит), који функционише у мицроциркулацији и број функционинално активних капилара расте. Унутаркапиларни притисак расте, условљавајући прелазак воде из крви у ткиво, што под одређеним условима може да доведе до отицања ткива (појаве едема) и развоја тешке исхемије.[10]
- Поремећај микроциркулације има директно учешће и у развоју тако озбиљног стања као што је синдром дисеминоване интраваскуларне коагулације.[11]